# Iarna unui pierde-vară
Iarna unui pierde-vară este un film românesc din 1974 regizat de Iancu Moscu.